# Нуристан
Нуриста́н (пушту ‎и дари نورستان — Nurestān, авест. 𐬥𐬎𐬭𐬈𐬯𐬙𐬁𐬥) — исторический регион на границе между Афганистаном и Пакистаном, в настоящее время — провинция (вилаят) Афганистана. Административный центр — город Парун.

## География
Нуристан лежит к югу от хребта Гиндукуш. В ущельях растет барбарис, облепиха, смородина, тополь, шелковица. Есть хвойные леса из гималайского кедра и сосен. Встречаются лиственные породы: грецкий орех, боярышник, дуб.

## История
До начала XX века назывался Кафиристан («страна неверных»), поскольку значительную часть его населения составляли политеисты (язычники) нуристанцы. Религия кафиристанцев соединяла в себе древние ведические и зороастрийские верования (см. Гиндукушская религия). Обращение в ислам произошло в 1895—1897 годах по воле афганского амира Абдуррахмана.

## Административное деление

Районы провинции Нуристан (до 2005 года).

Провинция Нуристан делится на 8 районов:
- Барги Матал (Bargi Matal)
- Вама (Wama)
- Вант (Want)
- Вайгал (Waygal)
- Дуаб (Du Ab)
- Кантива (Kantiwa)
- Камдеш (Kamdesh)
- Мандол (Mandol)
- Нурграм (Nurgram)
- Парун (Parun)

## Население и язык
Население провинции, по данным 2007 года, составляет 132 000 человек. По названию региона названы нуристанские языки как ветвь в составе индоевропейской семьи.

## Упоминания в литературе
В воображаемом Кафиристане происходит действие повести Редьярда Киплинга «Человек, который хотел стать царём».
В 1975 году по мотивам литературного произведения режиссёром Джоном Хьюстоном был снят одноимённый фильм.